# Clemensia roseata
Clemensia roseata är en fjärilsart som beskrevs av George Francis Hampson 1900. Clemensia roseata ingår i släktet Clemensia och familjen björnspinnare. Inga underarter finns listade i Catalogue of Life.